# Joseph Akichi
Joseph Akichi (* 1933 in Memni, Französisch-Westafrika; † 5. April 1993) war ein ivorischer römisch-katholischer Geistlicher und Bischof von Grand-Bassam.

## Leben
Joseph Akichi besuchte die Kleinen Seminare in Bingerville und in Ouidah. Nach einem pastoralen Praktikum in Bonoua studierte er Philosophie und Katholische Theologie am Priesterseminar in Anyama. Am 25. März 1963 empfing Akichi in Memni durch den Bischof von Daloa, Pierre-Eugène Rouanet SMA, das Sakrament der Priesterweihe.
Akichi war zunächst als Pfarrer in Abobo tätig, bevor er 1975 Pfarrer in Adzopé wurde. Von 1979 bis 1980 absolvierte er weiterführende Studien an der Université Catholique de l’Ouest in Angers. Nach der Rückkehr in seine Heimat wirkte Joseph Akichi erneut als Pfarrer in Adzopé.
Am 8. Juni 1982 ernannte ihn Papst Johannes Paul II. zum ersten Bischof von Grand-Bassam. Der Erzbischof von Abidjan, Bernard Yago, spendete ihm am 18. September desselben Jahres in Abidjan die Bischofsweihe; Mitkonsekratoren waren der Apostolische Nuntius in der Elfenbeinküste, Erzbischof Justo Mullor García, und der Bischof von Man, Bernard Agré. Als Bischof setzte sich Joseph Akichi besonders für die Stärkung des Laienapostolats ein. Zudem wurde 1991 auf seine Initiative hin der Radiosender des Bistums Grand-Bassam gegründet.